# Hermann Neubacher
Hermann Neubacher (Wels, Austria, 24 de junio de 1893-Viena, 1 de julio de 1960) fue un político y diplomático austriaco afín al nacionalsocialismo.

## Biografía
Defensor de la idea del Anschluss, tras la Gran Guerra se unió a la Deutsche Gemeinschaft, pero al contrario que Engelbert Dollfuss o Arthur Seyß-Inquart, no asumió un papel importante dentro de la organización.
Durante la Segunda Guerra Mundial, como ministro plenipotenciario para el Sureste de Europa, fue el principal representante político y diplomático del Tercer Reich en la península balcánica, la cual incluía al Estado Helénico, el territorio militar de Serbia, Reino de Albania y el Estado independiente de Montenegro (oficialmente, el Reino de Montenegro). Durante la ocupación por parte de la Alemania Nazi, fue de alcalde de Viena de 1938 a 1940, en representación del NSDAP, partido al cual se afilió en 1933.
En 1942, fue nombrado Plenipotenciario Especial del Reich para Asuntos Económicos y Financieros en Grecia.